# Кремњицке Бање
Кремњицке Бање (слч. Kremnické Bane) су насељено мјесто са административним статусом сеоске општине (слч. obec) у округу Жјар на Хрону, у Банскобистричком крају, Словачка Република.

## Географија
Кремњицке Бање су познате као један од могућих географских центара Европе.

## Становништво
| Година:    | 1994. | 2004.   | 2014.   | 2024.   |
| ---------- | ----- | ------- | ------- | ------- |
| Број људи: | 247   | 265     | 268     | 251     |
| Разлика:   |       | +7,28 % | +1,13 % | -6,34 % |

| Година:    | 2023. | 2024.   |
| ---------- | ----- | ------- |
| Број људи: | 246   | 251     |
| Разлика:   |       | +2,03 % |

Према подацима о броју становника из 2011. године насеље је имало 263 становника.